# Lucas Alfonso
Lucas Valentino Alfonso (Milán, Lombardía, 18 de julio de 2006) es un futbolista argentino, nacido en Italia. Juega de delantero y su equipo actual es Talleres.

## Carrera

### Quilmes
Alfonso nació en Milán, Italia, pero rápidamente llegó a la Argentina. Como futbolista, comenzó jugando en Quilmes, donde realizó todas las divisiones inferiores.
En 2024 fue convocado por el flamante director técnico de Quilmes, Darío Franco, para ser parte del plantel profesional en la pretemporada. El juvenil de 17 años logró convencer al entrenador con sus actuaciones, logrando ganarse un lugar en el equipo. Debutó como profesional el 3 de febrero en la victoria 2-0 sobre Temperley, ingresando a los 35 minutos del segundo tiempo por Martín Giménez.
Además formó parte de la Selección Sub-20 del ascenso 2024 de Claudio Gugnali, realizando la gira por Asia. https://www.tycsports.com/seleccion-argentina-sub-20/otra-victoria-de-la-seleccion-argentina-sub-20-del-ascenso-en-su-gira-por-asia-id603828.html

## Estadísticas

### Clubes
| Quilmes Argentina | 2.ª                 | 2024                | 20 | 0 | 0 | 0 | - | - | 20 | 0 | 0 |
| Quilmes Argentina | Total club          | Total club          | 20 | 0 | 0 | 0 | - | - | 20 | 0 | 0 |
| Total en su carrera | Total en su carrera | Total en su carrera | 20 | 0 | 0 | 0 | - | - | 20 | 0 | 0 |
| (1) Las copas nacionales se refiere a la Copa Argentina. (2) Las copas internacionales se refiere a la Copa Libertadores y a la Copa Sudamericana. (3) Media de goles por encuentro. No incluye goles en partidos amistosos. |                     |                     |    |   |   |   |   |   |    |   |   |